# Hèracles d'Anticitera
L'Hèracles d'Anticitera (en grec: Ηρακλής των Αντικυθήρων) és una gran escultura grega de marbre d'Hèracles, que es va trobar a Anticitera, amb més objectes, i que ara s'exposa al Museu Arqueològic Nacional d'Atenes.

## Descripció
Després de passar prou segles al fons de la mar, l'estàtua està erosionada i li falten fragments.
El van recuperar gradualment; el seu descobriment es feu en diverses etapes: el cos fou recuperat pels bussos que van descobrir el naufragi d'Anticitera al 1901, mentre que la seua mà esquerra fou rescatada al 2016 i el (presumpte) cap el 2022. El cos té 2,50 m d'alt i el cap solt 65 cm, la qual cosa la converteix en l'estàtua més gran de marbre del segle iv abans de la nostra era.(1)
L'estàtua representa Hèracles en repòs, recolzat en la seua maça; es tracta d'una còpia hel·lenística de l'Hèracles de Lisip de Sició (datat del 320 ae), del mateix tipus que l'Hèrcules Farnese.